# 東予信用金庫
東予信用金庫（とうよしんようきんこ）は、愛媛県新居浜市に本店を置く信用金庫である。

## 沿革
- 1938年 - 11月5日 保証責任新居浜市信用組合として設立。
- 1941年 -  4月 保証責任信用組合新居浜金庫となる。
- 1943年 - 市街地信用組合に転換、新居浜信用組合に改組。
- 1951年 - 11月1日 信用金庫法に基づく信用金庫に転換、新居浜信用金庫に改組。
- 1972年 -  2月1日 伊予三島信用金庫と合併、東予信用金庫に名称変更。
- 1988年 - 11月5日 設立50周年記念式典
- 2000年 - 6月1日 新キャラクター「にゃんころクラブ」登場
- 2008年 - 10月1日 信金大阪共同事務センターに加盟する四国内の9信用金庫[1]において、ATM相互入出金手数料を完全無料化。
- 2013年 - 2月18日 電子記録債権サービス（でんさいネット）開始